# Central de Notificações
A Central de Notificações é um serviço dos sistemas operacionais iOS e OS X que permite uma visão geral de alertas de aplicações e eventos. Os usuários podem escolher quais aplicativos devem aparecer na Central de Notificações, e como eles serão manipulados. Inicialmente lançado com o iOS 5 em outubro de 2011, a Central de Notificações foi disponibilizada para Macs como parte do OS X Mountain Lion em julho de 2012.

## Características
A partir do iOS 5, as notificações aparecem na Central de Notificações que podem ser acessadas puxando para baixo a partir do canto superior da tela. As notificações podem ser entregues em pequenos banners que aparecem acima da barra de status. O usuário pode visualizar o conteúdo com um toque na notificação.
Quando um aplicativo envia uma notificação enquanto fechado, um emblema vermelho aparecerá no canto do seu ícone. Este emblema informa ao usuário quantas notificações o aplicativo enviou. Abrindo-se o aplicativo, o emblema é limpo.
A Central de Notificações no iPhone e iPod Touch também inclui os widgets Tempo e Bolsa, exibindo informações sobre o clima atual local do usuário e quaisquer outras ações que o usuário tenha selecionado no aplicativo Bolsa. Este recurso não estava disponível no iPad X ou OS até o lançamento do iOS 7, que acrescentou o widget Tempo na Central de iPads. O usuário também pode selecionar a opção de exibir os botões Twitter e Facebook, o que lhes permite enviar tuítes ou atualizar seu status diretamente a partir da Central de Notificações No iOS 7, todavia, a opção de enviar tuítes ou atualizar status foi removida.
Qualquer aplicativo que se utilize do sistema do Push Notifications fornecido pela Apple, ou notificações locais, podem usar a Central de Notificações.  O usuário pode personalizar o que quiser que apareça na Central de Notificações, e, optar por parar determinados aplicativos que são visíveis na Central juntamento com o envio de alertas. No OS X também é possível desativar alertas e banners por um dia e parar notificações que aparecem na tela. Entretanto, quaisquer notificações enviadas durante este tempo ainda serão visíveis no painel da Central de Notificações. Um serviço semelhante está incluído no iOS 6 como parte do recurso Não Perturbe.